# T.A.G.
T.A.G. (Text-Adventure-Generator) ist ein Autorensystem für die Erstellung deutschsprachiger Textadventures. Es enthält eine eigene Programmiersprache, in der der Anwender sein Textadventure schreibt. Das Programm erstellt daraus im Anschluss die Spieldatei, die mit dem Interpreter T.A.M. (Text-Adventure-Machine) gespielt werden kann.
Unter den Autoren deutschsprachiger Textadventures war T.A.G. in den 1990er-Jahren eine verbreitete Alternative zum führenden Entwicklungswerkzeug Inform. Das Fachmagazin Textfire rezensierte das Autorensystem als einsteigerfreundlich, aber für komplexe Projekte ungeeignet.
T.A.G. ist Freeware, aber keine freie Software: Es darf kostenlos beliebig weitergegeben werden, aber zum Beispiel ist der Quelltext nicht öffentlich. Es wurde von Martin Oehm entwickelt, ist für MS-DOS und Microsoft Windows erhältlich und lässt sich mittels Emulatoren auch unter Linux verwenden. Die Weiterentwicklung wurde 2005 eingestellt. Die Quelldatei ist eine einfache ASCII-Datei, die die Definitionen der Räume, Objekte, Befehle usw. enthält.